# David Silva
David Josué Jiménez Silva (Arguineguín, Mogán, Gran Canaria, 8 de enero de 1986), más conocido como David Silva, es un exfutbolista español. Jugaba como centrocampista y su último equipo fue la Real Sociedad de la Primera División de España. Fue internacional con España entre 2006 y 2018, totalizando 125 partidos y 35 goles, con la que se proclamó bicampeón continental en 2008 y 2012, y campeón mundial en 2010.
Su habilidad para el regate y el pase le han valido el apodo de El Mago. Es considerado por diversos medios, futbolistas y entrenadores como uno de los mejores jugadores de la historia de la Premier League y una leyenda del Manchester City.

## Trayectoria

### Inicios
David Silva nació en la localidad grancanaria de Arguineguín, hijo de Fernando Jiménez, un expolicía municipal y responsable de la seguridad del estadio del Valencia C. F. y de Eva Silva, de ascendencia japonesa, además tiene otros dos hermanos. Empezó a jugar a fútbol en el benjamín del  U. D. San Fernando de la cercana Maspalomas, porque en su pueblo no había dicha categoría. A los 14 años recibe la oferta de incorporarse a la cadena filial del Valencia C. F., en la que permanece hasta los 17 años, consiguiendo títulos como el campeonato de España cadete.
Durante la temporada 2003-04, Silva jugó 14 partidos y marcó un gol en la Segunda División B con el Valencia C. F. Mestalla, el primer equipo filial de la cantera del Valencia. En la temporada 2004-05 fue cedido a la S. D. Eibar, jugando muchos minutos y aportando 5 goles a un club que acabó cuarto en Segunda División. Al año siguiente volvió a ser cedido esta vez en primera al Celta. De esta manera se produjo su debut en La Liga, contra el Málaga C. F. en Balaídos. Aquí continuó su progresión, siendo titular habitualmente y marcando esta vez cuatro goles.

### Valencia C. F.
La temporada 2006-07 se incorpora definitivamente a la primera plantilla valencianista. Este primer año es de nuevo excelente acumulando muchos minutos y 11 goles en las tres competiciones en que participa. Su gol contra el R. C. D. Español fue el primero que anotó en Liga con el Valencia C. F., además se convirtió en un asistente de lujo para sus compañeros especialmente para David Villa y Fernando Morientes con quienes formó una sociedad perfecta. David tuvo la fortuna de marcar goles decisivos, como por ejemplo el que le marcó al Inter de Milán en el estadio de San Siro o el gol realizado al Chelsea F. C., ambos en Liga de Campeones. Ese año Luis Aragonés le convocó para jugar un amistoso con la selección española absoluta en el estadio Ramón de Carranza el 15 de noviembre de 2006.
La temporada siguiente, la 2007-08, fue complicada, debido las destituciones de los técnicos valencianistas, primero Quique Sánchez Flores, y después Ronald Koeman, unido a compañeros apartados, estar muy cerca de la zona de descenso y la dimisión del presidente Juan Bautista Soler. A pesar de todo David brilla de nuevo y obtiene el premio final de conseguir el campeonato de la copa del rey, tras vencer al Getafe C. F. por 3 a 1, interviniendo en dos de esos goles.
La temporada la cierra de forma magistral haciéndose con el título de Campeón de Europa con la selección española, jugando 5 partidos y marcando un gol ante Rusia.
Tras la Eurocopa 2008 sufrió una operación en el tobillo izquierdo que le tuvo apartado de los terrenos de juego durante los tres primeros meses de la temporada 2008-09, hasta la jornada 15 en la que intervino desde el banquillo ante el R. C. D. Español.

### Manchester City F. C.

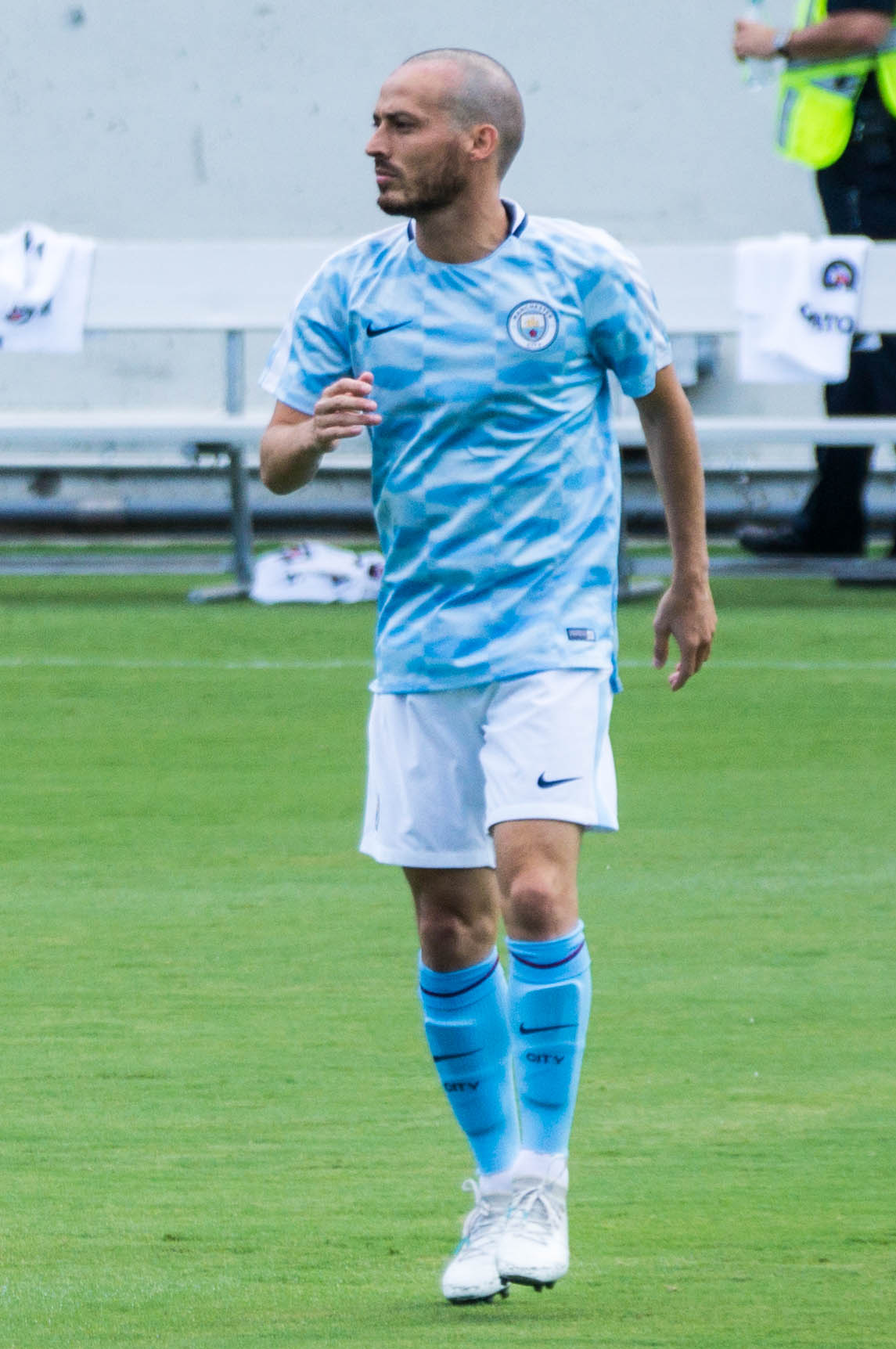
David Silva jugando para Manchester City.

El 30 de junio de 2010, mientras se disputaba el Mundial de Sudáfrica, se confirmó oficialmente su traspaso al Manchester City, por 33 millones de euros, firmando 4 años de duración en su nuevo contrato. En su primer año fue titular habitual en las alineaciones de los "citizens" acabando la temporada con un tercer puesto de la Premier League y un título de la FA Cup.
La temporada siguiente la comienza con la disputa de la Community Shield ante el ganador de la Premier League 2010/11 y máximo rival Manchester United, que obtuvo también dicho título por un resultado de 3 a 2. A lo largo de la temporada es titular indiscutible, aportando 6 goles y 15 asistencias a un City que acaba proclamándose campeón de la Premier League 2011-12. El 17 de septiembre de 2012 el City hizo público que el jugador ampliaba su contrato hasta 2017.
Reconoció que las complicaciones asociadas al prematuro nacimiento de su hijo afectaron su rendimiento.
En junio de 2019 anunció que la temporada 2019-20 sería su última en el equipo mancuniano. En agosto, tras la marcha de Vincent Kompany al R. S. C. Anderlecht, fue nombrado capitán.

### Real Sociedad
El 17 de agosto de 2020 se hizo oficial su regreso al fútbol español tras haber llegado a un acuerdo con la Real Sociedad para las siguientes dos temporadas. Tras pasar el COVID-19 al poco de firmar con el equipo txuri-urdin, su debut no se produjo hasta el 21 de septiembre en un empate en casa sin goles ante el Real Madrid C.F.. Su primer gol llegó el 1 de noviembre ante precisamente un ex-equipo suyo, el R. C. Celta de Vigo en una victoria a domicilio por 0-4.
El 3 de abril de 2021 en el Estadio de la Cartuja conquista su primer título con la Real al vencer en la final de la Copa del Rey pendiente del año anterior debido a la Pandemia de COVID-19, por 1-0 al eterno rival, el Athletic Club. Silva fue titular en la final, dando un gran rendimiento.
El 27 de julio de 2023 anunció su retirada tras una grave rotura de ligamento cruzado anterior.

## Selección nacional
Fue internacional con todas las categorías inferiores de España, siendo subcampeón del Europeo Sub-17 de 2003, campeón del Europeo Sub-19 de 2004, también participó el Mundial sub-20 de 2005. En la categoría Sub-21 fue convocado nueve veces con siete goles marcados.
Debutó con la selección española absoluta el 15 de noviembre de 2006, en un amistoso en el Estadio Ramón de Carranza de Cádiz contra Rumanía. Ha sido integrante de las convocatorias campeonas del Mundial de 2010 y las Eurocopas de 2008 y 2012. El 13 de junio de 2016, ante Chequia, alcanzó su partido número 100 con la selección. En agosto de 2018, tras la disputa del Mundial de Rusia, anunció su retirada de la selección nacional, con un balance histórico de 125 partidos y 35 goles.

### Participaciones en fases finales
| Torneo                    | Sede              | Resultado        | Partidos | Goles |
| ------------------------- | ----------------- | ---------------- | -------- | ----- |
| Eurocopa 2008             | Austria y Suiza   | Campeón          | 5        | 1     |
| Copa Confederaciones 2009 | Sudáfrica         | Tercer lugar     | 3        | 0     |
| Copa del Mundo 2010       | Sudáfrica         | Campeón          | 2        | 0     |
| Eurocopa 2012             | Polonia y Ucrania | Campeón          | 6        | 2     |
| Copa Confederaciones 2013 | Brasil            | Subcampeón       | 3        | 2     |
| Copa del Mundo 2014       | Brasil            | Primera fase     | 3        | 0     |
| Eurocopa 2016             | Francia           | Octavos de final | 4        | 0     |
| Copa del Mundo 2018       | Rusia             | Octavos de final | 4        | 0     |

### Goles internacionales
| Goles internacionales con España | Goles internacionales con España | Goles internacionales con España           | Goles internacionales con España | Goles internacionales con España | Goles internacionales con España | Goles internacionales con España |
| #                                | Fecha                            | Lugar                                      | Rival                            | Gol                              | Resultado                        | Competición                      |
| -------------------------------- | -------------------------------- | ------------------------------------------ | -------------------------------- | -------------------------------- | -------------------------------- | -------------------------------- |
| 1.                               | 22 de agosto de 2007             | Estadio La Tumba, Salónica                 | Grecia                           | 2-2                              | 2-3                              | Amistoso                         |
| 2.                               | 22 de agosto de 2007             | Estadio La Tumba, Salónica                 | Grecia                           | 2-3                              | 2-3                              | Amistoso                         |
| 3.                               | 26 de junio de 2008              | Estadio Ernst Happel, Viena                | Rusia                            | 0-3                              | 0-3                              | Eurocopa 2008                    |
| 4.                               | 5 de septiembre de 2009          | Estadio de Riazor, La Coruña               | Bélgica                          | 1-0                              | 5-0                              | Clasificación Mundial 2010       |
| 5.                               | 5 de septiembre de 2009          | Estadio de Riazor, La Coruña               | Bélgica                          | 4-0                              | 5-0                              | Clasificación Mundial 2010       |
| 6.                               | 14 de octubre de 2009            | Bilino Polje, Zenica                       | Bosnia y Herzegovina             | 0-2                              | 2-5                              | Clasificación Mundial 2010       |
| 7.                               | 8 de junio de 2010               | Estadio Nueva Condomina, Murcia            | Polonia                          | 2-0                              | 6-0                              | Amistoso                         |
| 8.                               | 11 de agosto de 2010             | Estadio Azteca, México, D. F.              | México                           | 1-1                              | 1-1                              | Amistoso                         |
| 9.                               | 3 de septiembre de 2010          | Rheinpark Stadion, Vaduz                   | Liechtenstein                    | 0-4                              | 0-4                              | Clasificación Eurocopa 2012      |
| 10.                              | 8 de octubre de 2010             | Estadio Helmántico, Salamanca              | Lituania                         | 3-1                              | 3-1                              | Clasificación Eurocopa 2012      |
| 11.                              | 9 de febrero de 2011             | Estadio Santiago Bernabéu, Madrid          | Colombia                         | 1-0                              | 1-0                              | Amistoso                         |
| 12.                              | 11 de octubre de 2011            | Estadio Rico Pérez, Alicante               | Escocia                          | 1-0                              | 3-1                              | Clasificación Eurocopa 2012      |
| 13.                              | 11 de octubre de 2011            | Estadio Rico Pérez, Alicante               | Escocia                          | 2–0                              | 3-1                              | Clasificación Eurocopa 2012      |
| 14.                              | 15 de noviembre de 2011          | Estadio Nacional, San José                 | Costa Rica                       | 2-1                              | 2-2                              | Amistoso                         |
| 15.                              | 29 de febrero de 2012            | La Rosaleda, Málaga                        | Venezuela                        | 2-0                              | 5-0                              | Amistoso                         |
| 16.                              | 3 de junio de 2012               | La Cartuja, Sevilla                        | China                            | 1-0                              | 1-0                              | Amistoso                         |
| 17.                              | 14 de junio de 2012              | Arena Gdansk, Gdansk                       | Irlanda                          | 2-0                              | 4-0                              | Eurocopa 2012                    |
| 18.                              | 1 de julio de 2012               | Estadio Olímpico de Kiev, Kiev             | Italia                           | 1-0                              | 4-0                              | Eurocopa 2012                    |
| 19.                              | 20 de junio de 2013              | Estadio Maracaná, Río de Janeiro           | Tahití                           | 2-0                              | 10-0                             | Copa Confederaciones 2013        |
| 20.                              | 20 de junio de 2013              | Estadio Maracaná, Río de Janeiro           | Tahití                           | 10–0                             | 10-0                             | Copa Confederaciones 2013        |
| 21.                              | 8 de septiembre de 2014          | Estadio Ciudad de Valencia, Valencia       | Macedonia del Norte              | 4-1                              | 5-1                              | Clasificación Eurocopa 2016      |
| 22.                              | 12 de octubre de 2014            | Estadio Josy Barthel, Ciudad de Luxemburgo | Luxemburgo                       | 0-1                              | 0-4                              | Clasificación Eurocopa 2016      |
| 23.                              | 14 de junio de 2015              | Borisov Arena, Borisov                     | Bielorrusia                      | 0-1                              | 0-1                              | Clasificación Eurocopa 2016      |
| 24.                              | 1 de junio de 2016               | Red Bull Arena, Salzburgo                  | Corea del Sur                    | 1-0                              | 6-1                              | Amistoso                         |
| 25.                              | 1 de septiembre de 2016          | Rey Balduino, Bruselas                     | Bélgica                          | 0-1                              | 0-2                              | Amistoso                         |
| 26.                              | 1 de septiembre de 2016          | Rey Balduino, Bruselas                     | Bélgica                          | 0-2                              | 0-2                              | Amistoso                         |
| 27.                              | 5 de septiembre de 2016          | Reino de León, León                        | Liechtenstein                    | 3-0                              | 8-0                              | Clasificación Mundial 2018       |
| 28.                              | 5 de septiembre de 2016          | Reino de León, León                        | Liechtenstein                    | 8-0                              | 8-0                              | Clasificación Mundial 2018       |
| 29.                              | 24 de marzo de 2017              | El Molinón, Gijón                          | Israel                           | 1-0                              | 4-1                              | Clasificación Mundial 2018       |
| 30.                              | 28 de marzo de 2017              | Stade de France, París                     | Francia                          | 0-1                              | 0-2                              | Amistoso                         |
| 31.                              | 7 de junio de 2017               | Nueva Condomina, Murcia                    | Colombia                         | 1-0                              | 2-2                              | Amistoso                         |
| 32.                              | 11 de junio de 2017              | Filipo II, Skopie                          | Macedonia del Norte              | 0-1                              | 1-2                              | Clasificación Mundial 2018       |
| 33.                              | 5 de septiembre de 2017          | Rheinpark Stadion, Vaduz                   | Liechtenstein                    | 0-4                              | 0-8                              | Clasificación Mundial 2018       |
| 34.                              | 11 de noviembre de 2017          | La Rosaleda, Málaga                        | Costa Rica                       | 3-0                              | 5-0                              | Amistoso                         |
| 35.                              | 11 de noviembre de 2017          | La Rosaleda, Málaga                        | Costa Rica                       | 4-0                              | 5-0                              | Amistoso                         |

## Estadísticas

### Clubes
Actualizado al último partido disputado el 23 de mayo de 2023.
| Club | Div.          | Temporada     | Liga  | Liga  | Liga   | Copas nacionales(1) | Copas nacionales(1) | Copas nacionales(1) | Torneos internacionales(2) | Torneos internacionales(2) | Torneos internacionales(2) | Total | Total | Total  |
| Club | Div.          | Temporada     | Part. | Goles | Asist. | Part.               | Goles               | Asist.              | Part.                      | Goles                      | Asist.                     | Part. | Goles | Asist. |
| --- | ------------- | ------------- | ----- | ----- | ------ | ------------------- | ------------------- | ------------------- | -------------------------- | -------------------------- | -------------------------- | ----- | ----- | ------ |
| Valencia C. F. "B" · España | 2.ª B         | 2003-04       | 14    | 1     | 0      | ―                   | ―                   | ―                   | ―                          | ―                          | ―                          | 14    | 1     | 0      |
| Valencia C. F. "B" · España | Total club    | Total club    | 14    | 1     | 0      | 0                   | 0                   | 0                   | 0                          | 0                          | 0                          | 14    | 1     | 0      |
| S. D. Eibar · España | 2.ª           | 2004-05       | 35    | 4     | 1      | 0                   | 0                   | 0                   | ―                          | ―                          | ―                          | 35    | 4     | 1      |
| S. D. Eibar · España | Total club    | Total club    | 35    | 4     | 1      | 0                   | 0                   | 0                   | 0                          | 0                          | 0                          | 35    | 4     | 1      |
| R. C. Celta de Vigo · España | 1.ª           | 2005-06       | 34    | 4     | 4      | 4                   | 0                   | 0                   | ―                          | ―                          | ―                          | 38    | 4     | 4      |
| R. C. Celta de Vigo · España | Total club    | Total club    | 34    | 4     | 4      | 4                   | 0                   | 0                   | 0                          | 0                          | 0                          | 38    | 4     | 4      |
| Valencia C. F. · España | 1.ª           | 2006-07       | 36    | 4     | 5      | 4                   | 2                   | 0                   | 11                         | 3                          | 2                          | 51    | 9     | 7      |
| Valencia C. F. · España | 1.ª           | 2007-08       | 34    | 5     | 5      | 8                   | 1                   | 1                   | 8                          | 1                          | 0                          | 50    | 7     | 6      |
| Valencia C. F. · España | 1.ª           | 2008-09       | 19    | 4     | 7      | 5                   | 1                   | 0                   | 3                          | 1                          | 0                          | 27    | 6     | 7      |
| Valencia C. F. · España | 1.ª           | 2009-10       | 30    | 8     | 7      | 2                   | 1                   | 0                   | 8                          | 1                          | 3                          | 40    | 10    | 10     |
| Valencia C. F. · España | Total club    | Total club    | 119   | 21    | 24     | 19                  | 5                   | 1                   | 30                         | 6                          | 5                          | 168   | 32    | 30     |
| Manchester City F. C. Inglaterra | 1.ª           | 2010-11       | 35    | 4     | 7      | 8                   | 1                   | 4                   | 10                         | 1                          | 2                          | 53    | 6     | 13     |
| Manchester City F. C. Inglaterra | 1.ª           | 2011-12       | 36    | 6     | 15     | 3                   | 0                   | 2                   | 10                         | 2                          | 2                          | 49    | 8     | 19     |
| Manchester City F. C. Inglaterra | 1.ª           | 2012-13       | 32    | 4     | 8      | 6                   | 1                   | 3                   | 3                          | 0                          | 0                          | 41    | 5     | 11     |
| Manchester City F. C. Inglaterra | 1.ª           | 2013-14       | 27    | 7     | 9      | 7                   | 0                   | 1                   | 6                          | 1                          | 3                          | 40    | 8     | 13     |
| Manchester City F. C. Inglaterra | 1.ª           | 2014-15       | 32    | 12    | 7      | 4                   | 0                   | 2                   | 6                          | 0                          | 1                          | 42    | 12    | 10     |
| Manchester City F. C. Inglaterra | 1.ª           | 2015-16       | 24    | 2     | 11     | 4                   | 0                   | 0                   | 8                          | 2                          | 1                          | 36    | 4     | 12     |
| Manchester City F. C. Inglaterra | 1.ª           | 2016-17       | 34    | 4     | 7      | 4                   | 2                   | 1                   | 7                          | 2                          | 3                          | 45    | 8     | 11     |
| Manchester City F. C. Inglaterra | 1.ª           | 2017-18       | 29    | 9     | 11     | 4                   | 1                   | 1                   | 7                          | 0                          | 2                          | 40    | 10    | 14     |
| Manchester City F. C. Inglaterra | 1.ª           | 2018-19       | 33    | 6     | 8      | 8                   | 1                   | 3                   | 9                          | 3                          | 3                          | 50    | 10    | 14     |
| Manchester City F. C. Inglaterra | 1.ª           | 2019-20       | 27    | 6     | 10     | 9                   | 0                   | 1                   | 4                          | 0                          | 0                          | 40    | 6     | 11     |
| Manchester City F. C. Inglaterra | Total club    | Total club    | 309   | 60    | 93     | 57                  | 6                   | 18                  | 70                         | 11                         | 17                         | 436   | 77    | 128    |
| Real Sociedad · España | 1.ª           | 2019-20       | ―     | ―     | ―      | 1                   | 0                   | 0                   | ―                          | ―                          | ―                          | 1     | 0     | 0      |
| Real Sociedad · España | 1.ª           | 2020-21       | 21    | 2     | 5      | 0                   | 0                   | 0                   | 5                          | 0                          | 0                          | 26    | 2     | 5      |
| Real Sociedad · España | 1.ª           | 2021-22       | 25    | 2     | 4      | 3                   | 0                   | 0                   | 4                          | 0                          | 0                          | 32    | 2     | 4      |
| Real Sociedad · España | 1.ª           | 2022-23       | 28    | 2     | 5      | 1                   | 0                   | 0                   | 5                          | 1                          | 0                          | 34    | 3     | 5      |
| Real Sociedad · España | Total club    | Total club    | 74    | 6     | 14     | 5                   | 0                   | 0                   | 14                         | 1                          | 0                          | 93    | 7     | 14     |
| Total carrera | Total carrera | Total carrera | 585   | 96    | 136    | 85                  | 11                  | 19                  | 114                        | 18                         | 22                         | 784   | 125   | 177    |
| (1) Incluye datos de Copa del Rey, Supercopa de España, Copa de la Liga de Inglaterra, FA Cup, Community Shield. (2) Incluye datos de Liga Europa de la UEFA, Liga de Campeones de la UEFA. 1. |               |               |       |       |        |                     |                     |                     |                            |                            |                            |       |       |        |

### Selección nacional
Actualizado al último partido jugado el 1 de julio de 2018.
| Selección | Año   | Amistosos | Amistosos | Amistosos | Eurocopa | Eurocopa | Eurocopa | Eliminatorias Europeas | Eliminatorias Europeas | Eliminatorias Europeas | Mundial | Mundial | Mundial | Eliminatorias Mundialistas | Eliminatorias Mundialistas | Eliminatorias Mundialistas | Copa Confederaciones | Copa Confederaciones | Copa Confederaciones | Total | Total | Total  |
| Selección | Año   | Part.     | Goles     | Asist.    | Part.    | Goles    | Asist.   | Part.                  | Goles                  | Asist.                 | Part.   | Goles   | Asist.  | Part.                      | Goles                      | Asist.                     | Part.                | Goles                | Asist.               | Part. | Goles | Asist. |
| --------- | ----- | --------- | --------- | --------- | -------- | -------- | -------- | ---------------------- | ---------------------- | ---------------------- | ------- | ------- | ------- | -------------------------- | -------------------------- | -------------------------- | -------------------- | -------------------- | -------------------- | ----- | ----- | ------ |
| España    |       |           |           |           |          |          |          |                        |                        |                        |         |         |         |                            |                            |                            |                      |                      |                      |       |       |        |
| 2006      | 1     | 0         | 0         | -         | -        | -        | -        | -                      | -                      | -                      | -       | -       | -       | -                          | -                          | -                          | -                    | -                    | 1                    | 0     | 0     |        |
| 2007      | 3     | 2         | 0         | -         | -        | -        | 7        | 0                      | 1                      | -                      | -       | -       | -       | -                          | -                          | -                          | -                    | -                    | 10                   | 2     | 1     |        |
| 2008      | 4     | 0         | 0         | 5         | 1        | 1        | -        | -                      | -                      | -                      | -       | -       | -       | -                          | -                          | -                          | -                    | -                    | 9                    | 1     | 1     |        |
| 2009      | 4     | 0         | 4         | -         | -        | -        | -        | -                      | -                      | -                      | -       | -       | 5       | 3                          | 3                          | 3                          | 0                    | 0                    | 12                   | 3     | 7     |        |
| 2010      | 7     | 2         | 0         | -         | -        | -        | 3        | 2                      | 0                      | 2                      | 0       | 0       | -       | -                          | -                          | -                          | -                    | -                    | 12                   | 4     | 0     |        |
| 2011      | 7     | 2         | 2         | -         | -        | -        | 3        | 2                      | 2                      | -                      | -       | -       | -       | -                          | -                          | -                          | -                    | -                    | 10                   | 4     | 4     |        |
| 2012      | 6     | 2         | 2         | 6         | 2        | 3        | -        | -                      | -                      | -                      | -       | -       | 3       | 0                          | 1                          | -                          | -                    | -                    | 15                   | 4     | 6     |        |
| 2013      | 3     | 0         | 0         | -         | -        | -        | -        | -                      | -                      | -                      | -       | -       | 2       | 0                          | 1                          | 3                          | 2                    | 1                    | 8                    | 2     | 2     |        |
| 2014      | 4     | 0         | 0         | -         | -        | -        | 3        | 2                      | 3                      | 3                      | 0       | 0       | -       | -                          | -                          | -                          | -                    | -                    | 10                   | 2     | 3     |        |
| 2015      | 2     | 0         | 0         | -         | -        | -        | 5        | 1                      | 1                      | -                      | -       | -       | -       | -                          | -                          | -                          | -                    | -                    | 7                    | 1     | 1     |        |
| 2016      | 7     | 3         | 0         | 4         | 0        | 0        | -        | -                      | -                      | -                      | -       | -       | 4       | 2                          | 3                          | -                          | -                    | -                    | 15                   | 5     | 3     |        |
| 2017      | 4     | 4         | 1         | -         | -        | -        | -        | -                      | -                      | -                      | -       | -       | 5       | 3                          | 1                          | -                          | -                    | -                    | 9                    | 7     | 2     |        |
| 2018      | 3     | 0         | 1         | -         | -        | -        | -        | -                      | -                      | 4                      | 0       | 0       | -       | -                          | -                          | -                          | -                    | -                    | 7                    | 0     | 1     |        |
| Total     | Total | 55        | 15        | 10        | 15       | 3        | 4        | 21                     | 7                      | 7                      | 9       | 0       | 0       | 20                         | 8                          | 9                          | 6                    | 2                    | 1                    | 125   | 35    | 31     |

## Palmarés

### Títulos nacionales
| Título           | Club                  | País       | Año     |
| ---------------- | --------------------- | ---------- | ------- |
| Copa del Rey     | Valencia C. F.        | España     | 2007-08 |
| FA Cup           | Manchester City F. C. | Inglaterra | 2010-11 |
| Premier League   | Manchester City F. C. | Inglaterra | 2011-12 |
| Community Shield | Manchester City F. C. | Inglaterra | 2012    |
| Copa de la Liga  | Manchester City F. C. | Inglaterra | 2013-14 |
| Premier League   | Manchester City F. C. | Inglaterra | 2013-14 |
| Copa de la Liga  | Manchester City F. C. | Inglaterra | 2015-16 |
| Copa de la Liga  | Manchester City F. C. | Inglaterra | 2017-18 |
| Premier League   | Manchester City F. C. | Inglaterra | 2017-18 |
| Community Shield | Manchester City F. C. | Inglaterra | 2018    |
| Copa de la Liga  | Manchester City F. C. | Inglaterra | 2018-19 |
| Premier League   | Manchester City F. C. | Inglaterra | 2018-19 |
| FA Cup           | Manchester City F. C. | Inglaterra | 2018-19 |
| Community Shield | Manchester City F. C. | Inglaterra | 2019    |
| Copa de la Liga  | Manchester City F. C. | Inglaterra | 2019-20 |
| Copa del Rey     | Real Sociedad         | España     | 2019-20 |

### Títulos internacionales
| Título                 | Club (*)      | País            | Año  |
| ---------------------- | ------------- | --------------- | ---- |
| Europeo sub-19         | España sub-19 | Suiza           | 2004 |
| Eurocopa               | España        | Austria · Suiza | 2008 |
| Copa Mundial de Fútbol | España        | Sudáfrica       | 2010 |
| Eurocopa               | España        | Polonia Ucrania | 2012 |

(*) Incluyendo la selección.

### Distinciones individuales
| Distinción                                       | Año  |
| ------------------------------------------------ | ---- |
| Medalla de Oro de Canarias                       | 2011 |
| Medalla de Oro - Real Orden del Mérito Deportivo | 2011 |
| Once Ideal de la Premier League                  | 2012 |
| Equipo del Torneo de la Eurocopa                 | 2012 |